# Phare de la pointe de Corsen
Le phare de la pointe de Corsen  est un phare situé à la pointe de Corsen sur la commune de Plouarzel. Ce feu a été mis en service en 1894. 
C'était une tour accolée à une maison de gardiens, en ruine maintenant. 
Aujourd'hui c'est un feu directionnel. 
À 600 m est installé le CROSS-Corsen (Manche-Ouest) (Centre régional opérationnel de surveillance et de sauvetage). 

## Lieu de tournage
Pour les besoins du film intitulé L'Équipier,  réalisé par Philippe Lioret en 2003, avec Sandrine Bonnaire, Philippe Torreton et Grégori Dérangère, la tête du phare de la Jument de l'île d'Ouessant a été reconstituée sur la pointe de Corsen pour le tournage des scènes dans la lanterne du phare.